# Norton Utilities

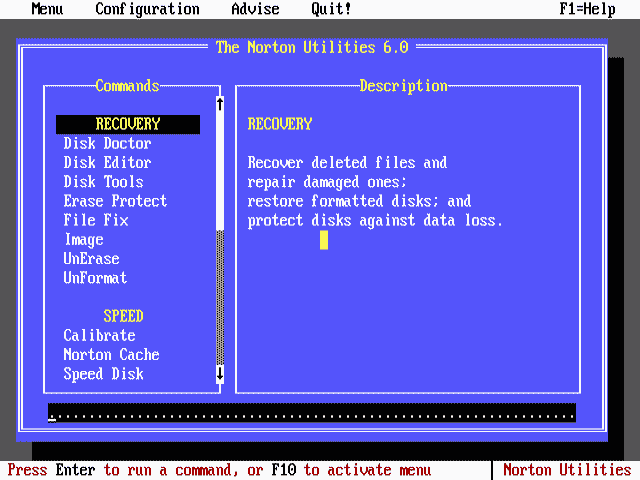

Norton Utilities es una colección de aplicaciones informáticas para el mantenimiento y la configuración de computadoras. Peter Norton publicó la primera versión para DOS, The Norton Utilities, Versión 1, ca 1982. La versión 2 vendría varios años después, subsecuentemente a los discos duros para la línea IBM PC. La compañía de Peter Norton fue vendida a Symantec en 1990, sin embargo su nombre hace parte del rango de software de utilidades y seguridad de Symantec para usuarios domésticos.

## Versión 1.0
La versión inicial traía la utilidad UNERASE. Esta permitía que los archivos fueran recuperados al restaurar la primera letra de la entrada del directorio (una característica del sistema de archivos FAT usado en MS-DOS, aunque no estaba originalmente documentada). La utilidad UNERASE fue la encargada de lanzar a Norton Utilities al éxito.
Otras utilidades incluían las siguientes:
- ASK, usado en la programación del archivo Batch.
- BEEP, hacía que el altavoz interno de la CPU sonara.
- VERIFY.

Después de esta liberación Peter Norton fue nombrado como el Editor de Utilidades de PC Magazine.

## Versión 2.0
La principal característica fue FILEFIND, usada para buscar archivos.

## Versión 4.0
Desfragmentador de disco (SPEEDISK), un editor de disco de bajo nivel, una utilidad de información de diagnóstico del sistema y programa de caché de disco (NCACHE), el cual era entre un 10 y un 50% más rápido que el SMARTDrive de Microsoft cuando estaba configurado propiamente. Esta versión también incluía un menú de sistema que ataba todas las utilidades, llamado Norton Integrator o NI. Previamente se accedía a las utilidades escribiendo un comando (usualmente de dos caracteres) en el MS-DOS.

## Versión 5.0
La versión 5.0 incluía más características como una utilidad que formateaba los discos duros a bajo nivel y permitía que se establecieran contraseñas para las utilidades que al ser utilizadas incorrectamente podían causar daños al sistema. También incluía una versión licenciada de 4DOS (la cual reemplazaba el COMMAND.COM) bajo el nombre de NDOS.

## Versión 7.0
La versión 7.0 renovó su diseño. Adicionalmente algunas utilidades ya no requerían ejecutarse en modo pantalla completa, ahora solo requerían una ventana en el centro de la pantalla, como el formateador de discos o el duplicador de discos.

## Versión 8.0
La versión 8.0 fue muy similar a la 7.0, solo agregó unas utilidades para Windows 3.1, como Norton Disk Doctor, Speed Disk, SystemWatch, FileCompare y algunas herramientas INI llamadas INI Tracker, INI Tuner e INI Advisor.

## Norton Utilities/SystemWorks para Windows
La versión para Windows de Norton Utilities fue originalmente diseñada para Windows 95. Norton tuvo la necesidad de realizar una actualización mayor para que utilidades como "SPEEDDISK.EXE" pudiesen trabajar con nombres largos en el sistema VFAT de Windows 95. Sin embargo la versión para Windows, llamada "Speed Disk" funcionaba con mayor velocidad que el homólogo de Microsoft, pues este movía grupos de cluster y no clusters individuales como el Desfragmentador de Disco de Windows. Para entrar en la plataforma Windows, varias utilidades tuvieron que ser eliminadas totalmente o reemplazadas con versiones basadas en el GUI. Sin embargo, con Windows XP, Speed Disk tuvo que revertirse a la desfragmentación de clusters individuales.
Norton SystemWorks comenzó como una colección de herramientas que incluían Norton AntiVirus, Norton Utilities, y otro número de utilidades que se incrementaron cuando Symantec adquiría más compañías que desarrollaban este tipo de programas. SystemWorks continua como una suite de utilidades, pero Norton Utilities no estará disponible otra vez separadamente.

## Norton Utilities para Mac
Norton Utilities para Mac fue una suite de utilidades independiente para el sistema operativo Mac OS, que tenía la gran mayoría de funciones de su equivalente para Microsoft Windows. La versión 1.0 para Mac fue liberada en 1990. Cuando Apple liberó el Sistema 7 (System 7), Norton Utilities para Mac tuvieron que ser actualizadas para poder ejecutarse correctamente.
Las versiones recientes fueron conocidas simplemente como Symantec Utilities para Macintosh, después de Symantec compró el producto a finales de 1990. Después de que Mac OS v10.3 (Panther) fue liberado la suite Norton Utilies fue eventualmente enlistada en los programas incompatibles, y algún tiempo después fue descontinuada.

## Unix
Una versión para la familia de sistemas operativos Unix para Norton Utilities fue desarrollada y comercializada por INTERACTIVE Systems Corp.

## Lista de aplicaciones incluidas
| - Batch Enhancer - Norton Cache - Calibrate - NCD (Norton Change Directory) - Norton Companion - Norton Connection Doctor - Norton Diagnostics - Directory Sort - Norton Disk Doctor - Norton Disk Editor - Disk Monitor - Disk Tools - Diskreet - NDOS (Norton DOS) - DupDisk - Fast Find - File Attributes - Norton File Compare - File Date | - File Find - File Fix - File Locate - FileSaver - File Size - Norton Image - INI Advisor - INI Editor - INI Tracker - INI Tuner - Norton Integrator - Line Printer - LiveAdvisor - LiveUpdate - Norton Optimization Wizard - Norton Protection - Norton Registry Editor - Norton Registry Tracker - Norton Rescue and Norton ZIP Rescue | - Safe Format - SmartCan - Space Wizard - Speed Disk - Norton SpeedStart - Norton System Check - Norton System Doctor - Norton System Genie - System Information - System Watch - Text Search - Norton UnErase - Unformat - Volume Recover - Norton WinDoctor - Wipe Info - Norton AntiFreeze - Norton CrashGuard |